# Villecelin
Villecelin là một xã thuộc tỉnh Cher trong vùng Centre-Val de Loire miền trung Pháp.

## Dân số
| 1962                                | 1968 | 1975 | 1982 | 1990 | 1999 | 2006 |
| ----------------------------------- | ---- | ---- | ---- | ---- | ---- | ---- |
| 140                                 | 153  | 133  | 117  | 102  | 106  | 102  |
| Từ năm 1962 Dân số không tính trùng |      |      |      |      |      |      |